# Macarena Lobos
Macarena Lobos, née à Providencia le 25 novembre 1971, est une avocate et femme politique chilienne. Depuis le 4 mars 2025, elle est Ministre-secrétaire général de la Présidence de Gabriel Boric. 
Proche du Parti démocrate-chrétien, elle est Sous-secrétaire général de la Présidence entre 2022 et 2025. Elle fut candidate à l'Assemblée constituante de 2021, mais elle n'est pas élue.
Auparavant, elle a occupé la fonction de Sous-secrétaire au Trésor entre 2017 et 2018, pendant le gouvernement de Michelle Bachelet.

## Famille et études
Macarenna Lobos est à Providencia le 25 novembre 1971, elle est la fille d'Aliro Humberto Lobos Díaz et de María Soledad Amelia Palacios Blanco. 
Elle est diplômée en tant qu'avocate et titulaire d'une licence en sciences juridiques et sociales de l'Université du Chili, elle possède également un diplôme d'études avancées et un doctorat en droit de l'Université complutense de Madrid.

## Parcours professionnel

### Professeure universitaire
Au milieu des années 1990, elle est professeure adjoint en droit du travail à la Faculté de droit de l'Université du Chili.
Après avoir quitté le gouvernement en mars 2018, elle travaille comme professeur au sein du Master en Politiques publiques à l'Université pontificale catholique du Chili et comme panéliste spécialisée dans les questions réglementaires pour Pauta de Negocios, sur Radio Pauta.

### Conseillère gouvernementale de quatre présidents

#### Conseillère de Frei Ruiz-Tagle et Lagos
Entre 1998 et 2006, elle est conseillère sur le Travail et la Sécurité sociale au ministère du Travail, pendant les présidences d'Eduardo Frei Ruiz-Tagle et de Ricardo Lagos.

#### Conseillère de Bachelet
Entre 2006 à 2010, elle est conseillère juridique à la Direction du Budget (Dipres), lié au ministère des Finances, pendant le premier gouvernement de la présidente Michelle Bachelet. Ensuite, elle est nommée secrétaire exécutive du « Programme de conseil législatif » de Cieplan, conseillant des parlementaires pour des projets liés aux questions économiques et sociales. 
À partir de mars 2014, elle est coordinatrice législative du ministre des Finances et dirige la stratégie pour faciliter l'examen des projets de loi du ministère. En septembre 2017, elle est nommée en tant que sous-secrétaire aux Finances, jusqu'en mars 2018. Après avoir quitté le gouvernement, elle est conseillère au Conseil de résolution des allocations parlementaires du Congrès national.

#### Conseillère de Piñera
En janvier 2020, pendant le deuxième mandat du président Sebastián Piñera, elle est nommée en tant que membre de la Commission des dépenses publiques par le ministère des Finances. Après un an de travail, elle propose des mesures sur la transparence et l’impact des dépenses publiques.

## Parcours politique

### Candidature de l'Assemblée constituante de 2021
En 2021, elle s'est présentée à un siège dans la circonscription n° 10 (communes de Santiago, Ñuñoa, Macul, La Granja, Providencia et San Joaquín) à Assemblée constituante de 2021, en tant que candidate indépendante, au sein du pacte Indépendant Non Neutre. Elle obtient 2 293 voix et n'est pas élue.

### Conseillère pendant la présidentielle de 2021
Proche du Parti démocrate-chrétien, elle coordonne l'équipe programmatique de Yasna Provoste (PDC), candidate présidentielle de la coalition du Nouveau Pacte Social en 2021. Lors du second tour de l'élection, elle participe à l'accord programmatique avec l'équipe du candidat Gabriel Boric, notamment sur la fiscalité et les retraites.

### Sous-secrétaire et ministre de la Présidence
En janvier 2022, deux mois avant l'investiture du président élu Gabriel Boric, elle est annoncée en tant que Sous-secrétaire général de la Présidence. Le 11 mars 2022, elle est investie. 
Entre le 4 et 10 mars 2025, elle est ministre-secrétaire général de la Présidence par intérim, à la suite du remaniement du ministre Álvaro Elizalde, nommé ministre de l'Intérieur et de la Sécurité publique après la démission de Carolina Tohá. Le 10 mars, elle est confirmée par le président Boric.